# Međunarodni tehnološki plan za poluvodiče
Međunarodni tehnološki plan za poluvodiče (ITRS) je skup dokumenata koje je izradila skupina stručnjaka poluvodičke industrije. Ti su stručnjaci predstavnici organizacija sponzora koje uključuju Udruženje industrije poluvodiča SAD-a, Europe, Japan, Južna Koreja i Tajvan.
Izrađeni dokumenti nose ovu izjavu: "ITRS je osmišljen i namijenjen samo za procjenu tehnologije i ne uzima u obzir komercijalna razmatranja koja se odnose na pojedinačne proizvode ili opremu".
Dokumenti predstavljaju najbolje mišljenje o smjerovima istraživanja i vremenskim planovima do oko 15 godina u budućnosti za sljedeća područja tehnologije:
- Pogonski sustav / dizajn
- Test i test oprema
- Front-end procesa
- Integracija procesa, uređaji i strukture
- Radiofrekvencijske i analogne/mješovite signalne tehnologije
- Microelectromechanical systems (MEMS)
- Photolithography
- IC međupovezivanja
- Tvornička integracija
- Montaža i pakiranje
- Okoliš, sigurnost i zdravlje
- Povećanje prinosa
- Metrology
- Modeliranje i simulacija
- Novi uređaji za istraživanje
- Novi istraživački materijali

Od 2017 ITRS se više ne ažurira. Njegov nasljednik je Međunarodni plan za uređaje i sustave.

## Povijest
Izgradnja Integrirani krug ili bilo kojeg poluvodičkog uređaja zahtijeva niz operacija - fotolitografiju, jetkanje, taloženje metala i tako dalje. Kako se industrija razvijala, svaka od tih operacija obično je obavljala specijalizirana strojna oprema koju su proizvodile razne komercijalne tvrtke. Ova specijalizacija potencijalno može otežati napredak industrije, jer u mnogim slučajevima nije dobro za jednu tvrtku da uvede novi proizvod ako drugi potrebni koraci nisu dostupni otprilike u isto vrijeme. Tehnološka mapa puta može pomoći u davanju ideje kada je potrebna određena sposobnost. Tada svaki dobavljač može odrediti ovaj datum za svoj dio slagalice.
S progresivnom eksternalizacijom proizvodnih alata na dobavljače specijalizirane opreme, pojavila se potreba za jasnim planom predviđanja razvoja tržišta i planiranjem i kontroliranjem tehnoloških potreba proizvodnje IC-a. Već nekoliko godina Udruga za poluvodičku industriju (SIA) dala je tu odgovornost za koordinaciju Sjedinjenim Državama, što je dovelo do izrade plana američkog stila, Nacionalnog puta tehnologije za poluvodiče (NTRS).
1998 godine SIA je postala bliža europskim, japanskim, korejskim i tajvanskim kolegama stvaranjem prve globalne smjernice: Međunarodni tehnološki plan za poluvodiče (ITRS). Ova međunarodna skupina ima (od izdanja 2003) 936 tvrtki koje su povezane s radnim skupinama unutar ITRS-a.
Organizacija je bila podijeljena na Tehničke radne skupine (TWG) koje su s vremenom porasle na 17, a svaka se usredotočila na ključni element tehnologije i pripadajući lanac opskrbe. Tradicionalno, plan ITRS-a ažuriran je u par godina i potpuno je revidiran u neparnim godinama.
Posljednja revizija ITRS Roadmap was published in 2013. Metodologija i fizika rezultata skaliranja za tablice za 2013 opisana je u transistor roadmap projection using predictive full-band atomistic modeling koji obuhvaća MOSFET-ove s dvostrukim vratima tijekom 15 godina do 2028.
Uz općeprihvaćeno zalijevanje Mooreov zakon i, ITRS koji je 2016 izdao svoj konačni plan, pokrenuta je nova inicijativa za općenitiju cestovnu kartu putem inicijative IEEE-a  Rebooting Computing, pod nazivom Međunarodni plan za uređaje i sustave (IRDS).

## ITRS 2.0 (MTPP)
U travnju 2014 ITRS je objavio da će reorganizirati plan ITRS-a kako bi bolje odgovarao potrebama industrije. Plan je bio preuzeti sve elemente uključene u 17 tehničkih radnih skupina i mapirati ih u sedam fokusnih tema:
- Integracija sustavaOvo je tema usmjerena na dizajn koja istražuje arhitekture i kako integrirati heterogene blokove.
Povezivanje vanjskog sustavaUsredotočuje se na bežične tehnologije, kako oni rade i kako odabrati najbolje rješenje.
Heterogena integracijafokus će biti na integraciji zasebno proizvedenih tehnologija u novu jedinicu, tako da funkcioniraju bolje od pojedinačnih dijelova - istovremeno dopuštajući komponente kao što su kamere i mikrofoni.
Heterogene komponenteFokusira se na različite uređaje koji tvore heterogene sustave, kao što su MEMS, generiranje energije i osjetilni uređaji.
Beyond CMOSFokus je na uređajima koji pružaju elektroniku, ali nisu CMOS, kao što su spintronics, memristors i drugi.
More MooreBudući da još treba obaviti posao, ova grupa će nastaviti sa smanjivanjem CMOS-a.
Tvornička integracijaFokus će biti na novim alatima i procesima koji će proizvesti heterogenu integraciju svih tih stvari.

Poglavlja o svakoj temi objavljena su u 2015 godini.

## Daljnje čitanje
- Bennett, Herbert S. siječnja–veljače 2007. Will Future Measurement Needs of the Semiconductor Industry be Met? (PDF). Journal of Research of the National Institute of Standards and Technology. 112 (1): 25–38. Inačica izvorne stranice (PDF) arhivirana 17. listopada 2011.
- Esmaeilzadeh, Hadi, Emily R. Blem, Renée St. Amant, Karthikeyan Sankaralingam, Doug Burger. 2011. Dark silicon and the end of multicore scaling (PDF). Proceedings of ISCA'2011: 365–376

## Vanjske poveznice
- Official itrs2 website
- Mirror of the original website at Archive.org
- Yearly ITRS reports